# RRR (film)
RRR is een Indiase epische actie- en dramafilm uit 2022, vanuit de Telugutalige filmindustrie (Tollywood) en geregisseerd door S.S. Rajamouli, die de film schreef met V. Vijayendra Prasad. De film is geproduceerd door D.V.V. Danayya van DVV Entertainment. De filmsterren N.T. Rama Rao Jr., Ram Charan, Ajay Devgn, Alia Bhatt, Shriya Saran, Samuthirakani, Ray Stevenson, Alison Doody en Olivia Morris.

## Verhaal
De film is een fictief verhaal over twee Indiase revolutionairen, Alluri Sitarama Raju (Charan) en Komaram Bheem (Rama Rao), en hun strijd tegen de Britse regering in Brits-Indië. Het plot speelt zich af in 1920.

## Rolverdeling
- N.T. Rama Rao Jr. als Komaram Bheem
- Ram Charan als Alluri Sitarama Raju
  - Varun Buddhadev als jonge Alluri Sitarama Raju
- Ajay Devgn als Venkata Rama Raju
- Alia Bhatt als Sita
  - Spandan Chaturvedi als jonge Sita
- Shriya Saran als Sarojini
- Samuthirakani als Venkateswarulu
- Ray Stevenson als Governor Scott Buxton
- Alison Doody als Catherine Buxton
- Olivia Morris als Jennifer "Jenny"

## Productie
Gemaakt met een budget van omgerekend 66 miljoen euro, is RRR de duurste Indiase film ooit gemaakt op het moment van het uitkomen. De film was aanvankelijk gepland voor een bioscooprelease op 30 juli 2020, maar de releasedatum werd meerdere keren uitgesteld vanwege productievertragingen en de pandemie. RRR werd in India in de bioscoop uitgebracht op 25 maart 2022 en ontving overweldigend positieve recensies. RRR heeft verschillende box-office records gebroken binnen de Indiase filmindustrie.

## Prijzen
De film heeft verschillende prijzen en nominaties ontvangen. De film werd door de National Board of Review beschouwd als een van de beste films van het jaar, waardoor het pas de tweede niet-Engelse film ooit is die op de lijst staat. RRR werd de derde Indiase film en de eerste Telugu-film die nominaties ontving bij de Golden Globe Awards. Het werd genomineerd voor Beste Buitenlandse Film en Best Original Song voor "Naatu Naatu", waarbij de laatste werd gewonnen, waardoor het nummer de eerste Aziatische nominatie was die de prijs won. Het nummer "Naatu Naatu" won ook de Academy Award voor Best Original Song tijdens de 95e Academy Awards, waarmee het het eerste Indiase nummer is dat de Oscars wint.